# Suillia gigantea
Suillia gigantea är en tvåvingeart som först beskrevs av Johann Wilhelm Meigen 1830.  Suillia gigantea ingår i släktet Suillia och familjen myllflugor. Inga underarter finns listade i Catalogue of Life.